# Joachim von Mengershausen
Joachim Albert von Mengershausen (* 7. August 1936 in Bamberg; † 22. Januar 2020 in Köln) war ein deutscher Filmkritiker, Filmproduzent, Schriftsteller und Verleger.

## Leben und Wirken
Joachim von Mengershausen wurde 1936 in Bamberg geboren. Nach dem Abitur absolvierte er eine Bierbrauerlehre. Danach studierte er am Deutschen Institut für Film und Fernsehen (DIFF) in München. Für das Studienjahr 1957/58 wechselte er an die Münchner Universität, wo er Theaterwissenschaften, Kunstgeschichte und Germanistik zu studieren begann. Er setzte dies 1958 bis 1960 an der FU Berlin und 1960/61 an der Universität Wien fort.
Ab 1958 übte er beim Film verschiedene Tätigkeiten aus: als Aufnahmeleiter, Schnittmeister, Drehbuchautor oder Regisseur. Von 1965 bis 1970 schrieb er Film-, Theater- und Musikkritiken für die Süddeutsche Zeitung, das Deutsche Allgemeine Sonntagsblatt, den Spiegel und die Filmkritik. Anschließend war er Aufnahmeleiter bei Heimatfilmen sowie Cutter und Regisseur im Südwestfunk (SWF). Dort arbeitete er unter anderem mit Peter Lilienthal zusammen. Eine Dozentur auf Honorarbasis für Montage bei der Berliner Film- und Fernsehakademie hatte er 1967/1968 inne. Zwischendurch hielt er Gastvorlesungen und Gastseminare, so an der Medienhochschule in Ludwigsburg und der Hochschule für Fernsehen und Film in München.
1969 begleitete er Rainer Werner Fassbinder mit dessen Debütfilm Liebe ist kälter als der Tod zur Berlinale. Dabei entstand von Mengershausens erste Regiearbeit, die Dokumentation Ende einer Kommune. 1971 „bedankte“ sich Fassbinder bei von Mengershausen, indem er ihm eine kleine Rolle in seinem Film Rio das Mortes anvertraute.
Auf ihn aufmerksam geworden, holte ihn Fernsehspiel-Chef Günter Rohrbach in sein Redaktions-Team beim Westdeutschen Rundfunk (WDR). Als Redakteur und Dramaturg arbeitete er weiter mit Rainer Werner Fassbinder, daneben auch zusammen mit Ulrike Ottinger, Rosa von Praunheim, Edgar Reitz, Christoph Schlingensief und Wim Wenders. „Wenn es ihn nicht gegeben hätte, hätte es eine riesige Menge wichtiger Filme nicht gegeben – und womöglich auch nicht die Karriere ihrer Regisseure“, sagte Wim Wenders über ihn und meinte damit auch sich selbst. Er sei ein „Weggefährte, oft ein Schutzengel“ gewesen, wo doch Produzenten gemeinhin als Störenfriede und Besserwisser von den Filmemachern angesehen wurden. Wenders nannte ihn des Weiteren ein „Genie“ im Beschaffen von Fördergeldern.
Von Mengershausen selbst bezeichnete sich als „Produzent ohne Risiko“, da er als Festangestellter bei einer öffentlich-rechtlichen Sendeanstalt wirken konnte. Über Limitierungen konnte er sich nicht beklagen, denn Fernsehspiele und Kinofilme hatten inzwischen denselben Qualitätsstandard erreicht. Im Laufe der Jahre betreute er über 120 Fernseh- und Kinofernseh-Coproduktionen, viele vom Skript an über die Produktionskonzeption und die Finanzierung, die Dreh- und Fertigstellungsphase bis zur Veröffentlichung im Kino und Fernsehen. Er war neben rein deutschen Produktionen an einer Reihe internationaler Produktionen beteiligt und förderte viele Erstlingsfilme.
1978 gründete er den Verlag Köln 78, in dem er eigene Erzählungen veröffentlichte. Das von Edgar Reitz geschriebene Liebe zum Kino – Utopien und Gedanken zum Autorenfilm 1962–1983 erwies sich als sein stärkster Programmtitel. Mitte der 1980er Jahre erlosch der Verlag.
1994 gab er seine Erfahrungen in Seminaren weiter: „Geschichte des deutschen Autorenfilms“ (TH St. Gallen) und „Probleme der Filmproduktion“ (Universität Marburg, Institut für Medienwissenschaft).
1996 erhielt er den Ehrenpreis als „bester europäischer Filmproduzent des öffentlich-rechtlichen Fernsehens“ beim 9. Fernsehfestival Rencontres Européennes in Reims. Zu dieser Zeit bemängelte er die zunehmende Ausrichtung der öffentlich-rechtlichen Sender nach dem Massengeschmack, denn dies führe nicht nur zur Herabsetzung der Qualität von Produktionen, sondern vernachlässige zudem Minderheiten.
Ab 2002 war er verstärkt als freier Produzent tätig, darunter für die Firma FilmForm (angelehnt an den Namen einer 1957 gegründeten Initiative, die für vom Konsum unabhängige, anspruchsvolle Programme eintrat), die er gemeinsam mit seiner Frau Petra Seeger 2006 gründete. Hervorzuheben ist sein Engagement für afrikanische Filmemacher.
2015 wurde er mit dem Ehrenpreis der Deutschen Filmkritik ausgezeichnet. Als Begründung für die Entscheidung nannte die Jury die „epochenbildende Bedeutung“ seiner Werke.
Die Arbeit an dem Film Vatersland war seine letzte vor seinem Tod am 22. Januar 2020. Seine Grabstätte befindet sich auf dem Kölner Melaten-Friedhof.
Nachgelassen hat er eine Autobiografie, betitelt mit Mein Leben – Ihre Filme, die er gerade noch hatte fertigstellen können.

## Auszeichnungen
- 1996: Ehrenpreis als „bester europäischer Filmproduzent des öffentlich-rechtlichen Fernsehens“ beim Fernsehfestival Rencontres Européennes de Télevision
- 2016: Ehrenpreis der deutschen Filmkritik für sein Lebenswerk

## Filmografie (Auswahl)
- 1974: Alice in den Städten
- 1975: Hauptlehrer Hofer
- 1977: Der amerikanische Freund
- 1980: Exil
- 1984: Heimat – Eine deutsche Chronik
- 1984: Paris, Texas
- 1986: Das weite Land
- 1987: Der Himmel über Berlin
- 1992/93: Die zweite Heimat – Chronik einer Jugend
- 1998: Schwarze Katze, weißer Kater
- 1999: Oi! Warning
- 2000: Verlorene Kinder
- 2009: Unter Bauern – Retter in der Nacht
- 2020: Vatersland

## Buchveröffentlichungen
- Den Atem anhalten. Erzählung. Mit Zeichnungen von Thomas Hornemann. Verlag Köln 78, Köln 1978.
- Die Spur des Feuers tilgen. Eine Liebesgeschichte. Mit Zeichnungen von Hendrik de Wit. Verlag Köln 78, Köln 1979.
- Das Töten überleben. Eine moralische Erzählung. Verlag Köln 78, Köln 1981.

## Artikel (Auswahl)
- Ein Schieß-Spiel. Anmerkungen zur italienischen Spielart des Wildwestfilms. In: Film, Heft 1/1967, S. 20 f.
- Der Rausch des Jungseins und des Alterns. In: Film 1967. Chronik und Bilanz des Internationalen Films (= Film-Jahresheft). Friedrich Verlag, Velber bei Hannover 1967, S. 19–24.
- Die „Dritten Internationalen Hofer Filmtage“. In: Christ und Welt, Nr. 21/1969 vom 23. Mai 1969, Underground Flimmerkiste, S. 13.
- Pop – ein Geschäft mit der Jugend. Zum ersten Münchner Pop-Festival. In: Süddeutsche Zeitung, Nr. 167/1970 vom 14. Juli 1970, S. 16.
- Professionalismus – Dilettantismus. Unordentliche Erinnerungen und Gedanken zum Neuen Deutschen Film. In: Medium. Zeitschrift für Hörfunk, Fernsehen, Film, Presse, April 1982, S. 18–20.